# Бертхолд I фон Боген
Бертхолд I фон Боген (на немски: Berthold I. Graf von Bogen; † 21 юни/2 август 1141) от род фон Боген, странична линия от династията Бабенберги от Австрия, е граф на Боген и Виндберг в Долна Бавария.

## Живот
Той е син на граф Адалберт I фон Боген († 1100) и съпругата му Лиутгард фон Дисен-Регенсбург († 1110/1120), наследничка на територията Виндберг, дъщеря на граф Фридрих I фон Регенсбург († 1075), катедрален фогт на Регенсбург, и Ирмгард фон Гилхинг. Внук е на маркграф Ернст фон Бабенберг Смели от Австрия († 1075) и първата му съпруга Аделхайд фон Ветин († 1071). Брат е на граф Алберт II († 1146), Хартвиг III фон Боген († 1142/1156) и на Лиутгард фон Боген († 1156), омъжена през септември 1094 г. за херцог Бржетислав II от Бохемия († 1100).
Родът фон Боген е през 12 и 13 век значим висш род в Бавария с резиденция Виндберг, северно от Дунав до Щраубинг. Около 1140 г. брат му Алберт II фон Боген основа там манастир Виндберг с помощта на епископ Ото фон Бамберг († 1139), който е осветен на 21 и 22 май 1142 г.
С измирането на графовете фон Боген техните собствености отиват през 1242 г. на Вителсбахите.

## Фамилия
Бертхолд I фон Боген се жени за Рихгард († 8 октомври/11 април 11??). Бракът е бездетен.